# Jyrki 69
Jyrki 69 (* 15. října 1968), celým jménem Jyrki Pekka Emil Linnankivi, je zpěvák finské rockové kapely The 69 Eyes. V raných letech měla hudba kapely blíže ke glam metalu, ale album Blessed Be ji přesunula do gothic rocku. The 69 Eyes raději označují jejich zvuk jako goth'n'roll.
Nízký operní tón zpěvu Jyrkiho připomíná muzikanta Petera Steeleho z gothic metalové skupiny Type O Negative a byl silně ovlivněn Elvisem Presleym , Jimem Morrisonem , Iggy Popem , Davidem Bowiem a Glennem Danzigem. Napsal většinu textů svých písní.
Obrázek =